# 马克斯·鲍尔

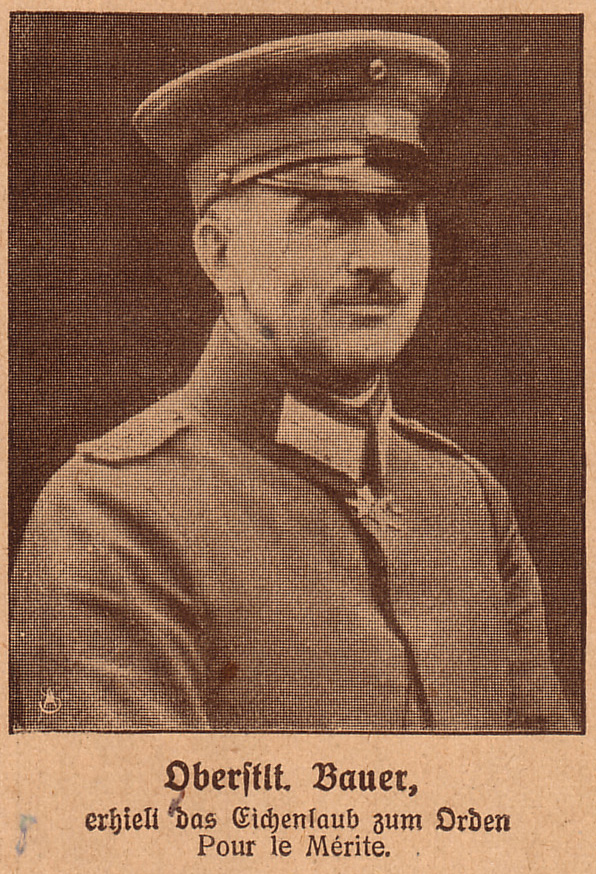
Max Bauer in 1918

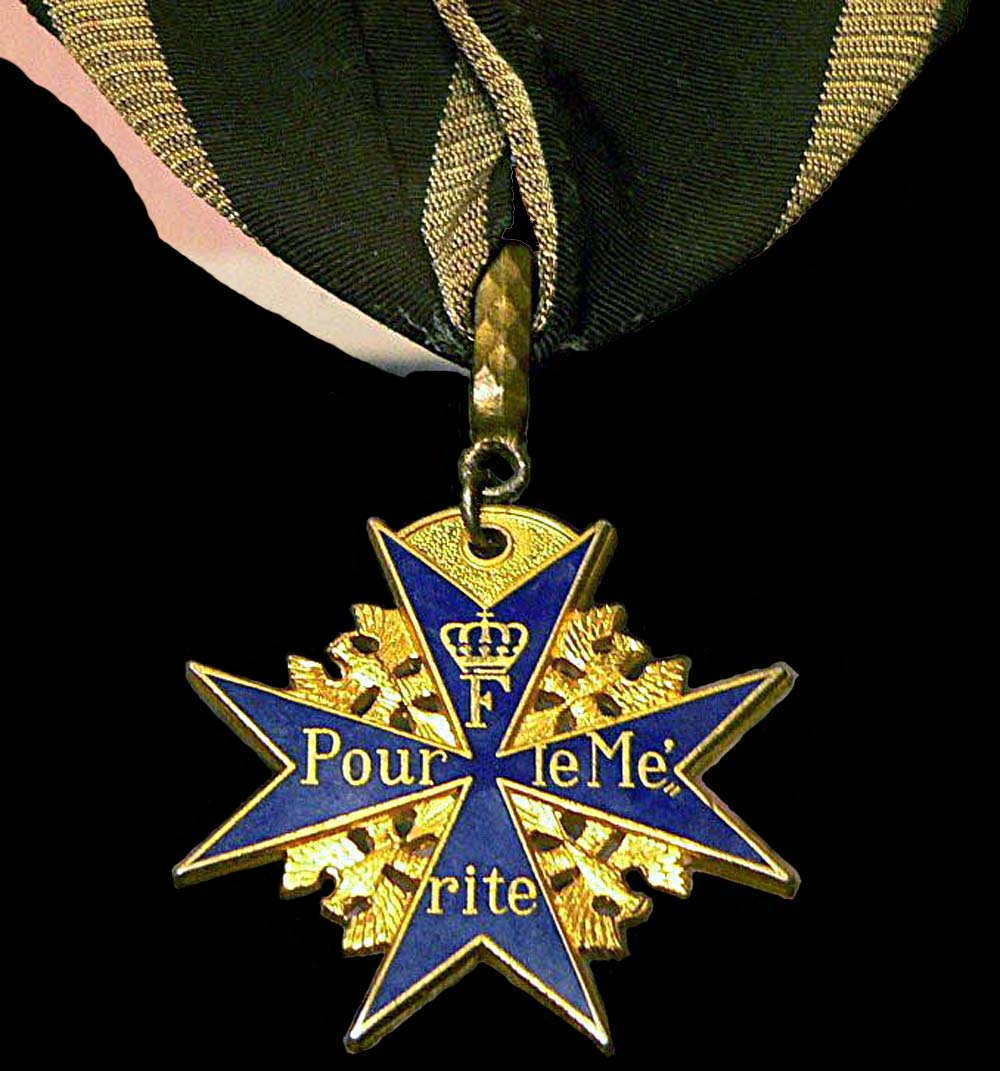
功勳勳章，俗稱「藍馬克斯勛章」

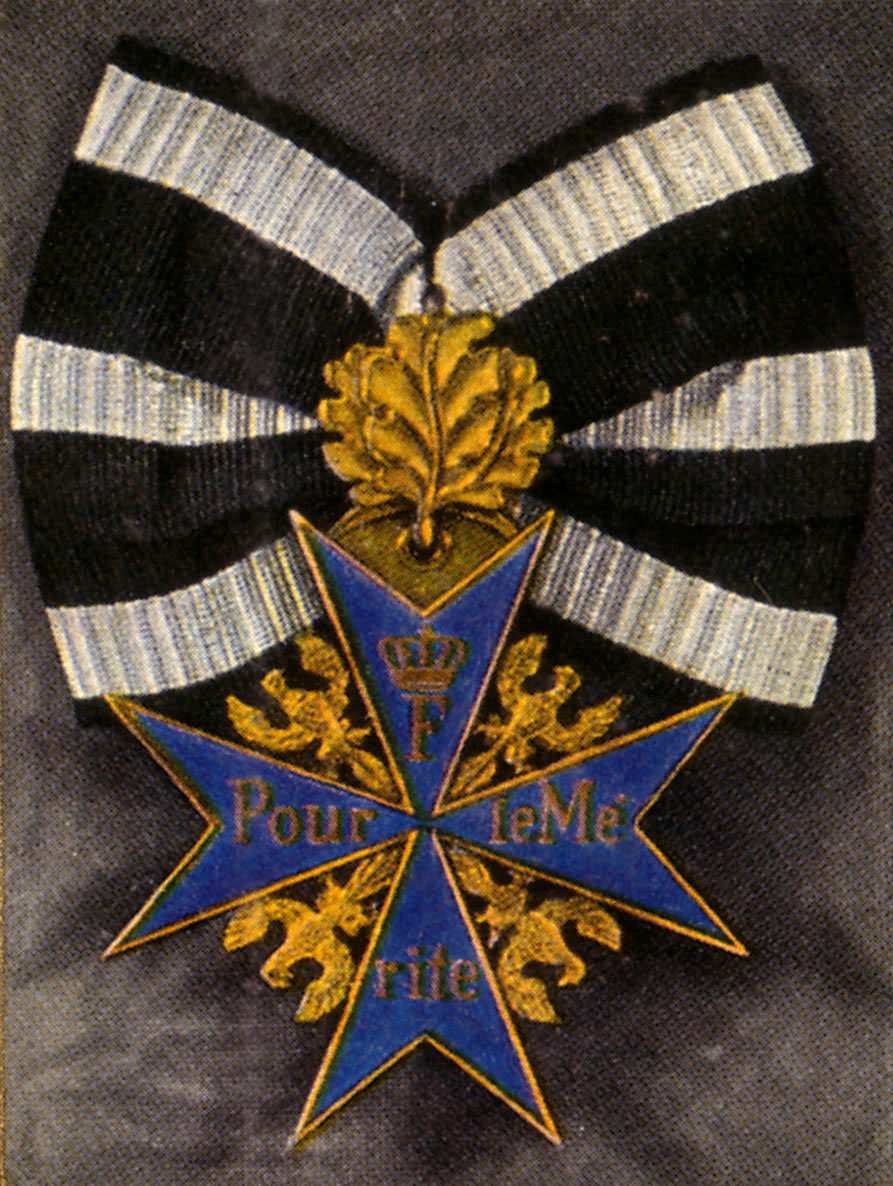
授「橡樹葉飾」

马克斯·赫尔曼·鲍尔（德語：Max Hermann Bauer，1869年1月31日—1929年5月6日），是二十世纪初期德国军官，炮兵专家。

## 生平
一战中在德军总参谋部（德意志帝國最高陸軍指揮埃里希·鲁登道夫將軍麾下）中服役，曾负责与科学家如瓦尔特·能斯特联络。在1915年7月，他成為總參謀部的第一廳的廳長。他動員工業生產彈藥和寫了一篇關於「防守戰術」小冊子。1916年12月他獲頒功勳勳章，1918年3月18日授「橡樹葉飾」作為更高一級的獎勵。一战后为中華民國德国顾问团的成员。1929年5月6日，於蔣桂戰爭不幸感染天花病逝，初葬於上海市。1929年8月5日，他的遺體運回德國並安葬於希維諾烏伊希切。